# Манчестер Тауншип (округ Вейн, Пенсільванія)
Манчестер Тауншип (англ. Manchester Township) — селище (англ. township) в США, в окрузі Вейн штату Пенсільванія. Населення — 785 осіб (2020).

## Демографія
Згідно з переписом 2010 року, у селищі мешкало 836 осіб у 359 домогосподарствах у складі 243 родин. Було 686 помешкань
Расовий склад населення:
| - 98,0 % — білих - 0,6 % — чорних або афроамериканців - 0,1 % — азіатів |

До двох чи більше рас належало 1,3 %. Частка іспаномовних становила 1,0 % від усіх жителів.
За віковим діапазоном населення розподілялося таким чином: 18,9 % — особи молодші 18 років, 59,4 % — особи у віці 18—64 років, 21,7 % — особи у віці 65 років та старші. Медіана віку мешканця становила 48,0 року. На 100 осіб жіночої статі у селищі припадало 110,1 чоловіків;  на 100 жінок у віці від 18 років та старших — 113,2 чоловіків також старших 18 років.
Середній дохід на одне домашнє господарство  становив 50 070 доларів США (медіана — 44 375), а середній дохід на одну сім'ю — 56 828 доларів (медіана — 60 625). Медіана доходів становила 41 652 долари для чоловіків та 33 125 доларів для жінок. За межею бідності перебувало 12,9 % осіб, у тому числі 14,5 % дітей у віці до 18 років та 13,2 % осіб у віці 65 років та старших.
Цивільне працевлаштоване населення становило 291 особа. Основні галузі зайнятості: освіта, охорона здоров'я та соціальна допомога — 24,1 %, роздрібна торгівля — 20,3 %, будівництво — 16,8 %.